# Molette (cépage)
Pour les articles homonymes, voir Molette.
Le molette est un cépage blanc de Savoie et du Bugey. Il donne un vin pauvre en alcool, au goût assez peu marqué, c'est pourquoi il est généralement mélangé avec de l'altesse.
Ce cépage est de moins en moins cultivé : si on recensait encore 99 hectares en 1958, il n'en resterait actuellement que 36 hectares.
Des recherches génétiques ont montré que la Molette est issue d'un croisement entre le Gouais et un cépage non identifié.

## Synonymes
La molette est aussi connue sous les noms de molette blanche et molette de Seyssel.